# Godney
Godney is een civil parish in het bestuurlijke gebied Mendip, in het Engelse graafschap Somerset met 237 inwoners.